# Phacelia bicolor
Phacelia bicolor är en strävbladig växtart som beskrevs av John Torrey och S. Wats. Phacelia bicolor ingår i Faceliasläktet som ingår i familjen strävbladiga växter. Inga underarter finns listade i Catalogue of Life.